# Sumposad
Sumposad (ros. Сумпосад) – osiedle przy stacji w Rosji, w Karelii, w rejonie biełomorskim. W 2010 liczyło 253 mieszkańców.
Znajduje się tu stacja kolejowa Sumskij Posad, położona na linii Biełomorsk – Obozierskij.